# 大蔵省主税局税関部
大蔵省主税局税関部（おおくらしょうしゅぜいきょくぜいかんぶ）は、大蔵省に置かれていた部署である。現在の関税局。

## 組織
- 業務課
関税、とん税その他税関行政に関する制度を企画及び立案すること。関税及びどん税の賦課徴収に関すること。関税法規による輸出入貨物、船舶、航空機及び旅客の取締に関すること。輪出交付金及びれい税に関すること。開港及び税関空港に関すること。関税法規の犯則事件の調査及び処分を行うこと。税関貨物取扱人の監督に関すること。税関の経費の概算の調整及び配賦を行うこと。税関職員の教養及び訓練に関すること。関税訴願審査会に関すること。関税率審議会に関すること。前に掲げるものの外、税関部の事務で、他課の所掌に属さないものを行うこと。
- 調査統計課
関税、とん税その他税関行政に関する制度を調査すること。関税に関する国際協定に関すること。外国貿易の調査を行うこと。外国貿易統計その他の税関統計を作製すること。
- 鑑査課
輸出入貨物の検査、分析及び鑑定並び関税率の適用に関すること。犯則物件の調査及び鑑定に関すること。輸出入貨物の見本に関すること。関税率の適用に関し必要な輸入貨物の価格、運賃、保険料等の調査を行うこと。

## 歴代主税局税関部長
| 氏名           | 在任期間                                              |
| -------------- | ----------------------------------------------------- |
| 伊東八郎       | 1948年（昭和23年）7月5日 - 1949年（昭和24年）12月1日  |
| 石田正         | 1949年（昭和24年）12月1日 - 1951年（昭和26年）5月1日  |
| 北島武雄       | 1951年（昭和26年）5月1日 - 1955年（昭和30年）8月2日   |
| （渡辺喜久造） | 1955年（昭和30年）8月2日 - 1955年（昭和30年）8月10日  |
| 山下武利       | 1955年（昭和30年）8月10日 - 1957年（昭和32年）6月11日 |
| 木村秀弘       | 1957年（昭和32年）6月11日 - 1960年（昭和35年）6月24日 |
| 稲益繁         | 1960年（昭和35年）6月24日 - 1961年（昭和36年）11月1日 |